# HMS Dreadnought (1906)
El HMS Dreadnought fue un acorazado de la Marina Real británica que revolucionó el poder naval. Su entrada en servicio en 1906 representó un notable avance en la tecnología naval, tan grande que su nombre llegó a ser asociado a toda una generación de acorazados, los dreadnought, así como los barcos posteriores, mientras que la generación que él dejó obsoleta vino a llamarse pre-dreadnought. Fue el sexto buque de la Marina Real en llevar ese nombre. 
El almirante John Arbuthnot Fisher, Primer Lord del Mar del Almirantazgo británico es reconocido como el padre del Dreadnought. Poco después de asumir su cargo ordenó los estudios de diseño para un acorazado armado solamente con cañones de 305 mm y una velocidad de 21 nudos. Convocó un «Comité de diseños» para evaluar los diseños alternativos y para asistir en el detallado proceso de diseño.
El Dreadnought fue el primer acorazado de su era en tener una batería principal uniforme, en lugar de tener unos cuantos cañones pesados complementados por una batería secundaria de armas un poco más pequeñas. También fue el primer buque capital en estar propulsado por turbinas de vapor, convirtiéndose en el acorazado más rápido del mundo en su momento. Su botadura ayudó a iniciar una carrera armamentística naval por todo el mundo, especialmente en la Marina Imperial Alemana, que se esforzó por igualarlo en preparación de la Primera Guerra Mundial.
El Dreadnought no participó en ninguna batalla naval de la Primera Guerra Mundial, pues estaba en reparación durante la batalla de Jutlandia, la única ocasión en que los acorazados dreadnought británicos abrieron fuego sobre sus contrapartes alemanas durante el conflicto. Sin embargo se convirtió en el único acorazado en hundir un submarino tras embestir en 1915 al SM U-29 cuando este emergió inesperadamente tras haber disparado contra otro dreadnought. Tras Jutlandia fue relegado a tareas de defensa costera en el Canal de la Mancha, uniéndose a la Gran Flota sólo en 1918. Fue puesto en la reserva en 1919 y vendido para chatarra el 9 de mayo de 1921 por 44 000 £.
El buque fue el escenario del "Engaño del Dreadnought", una broma gastada por miembros del grupo de artistas Círculo de Bloomsbury en la que se hicieron pasar por representantes de la realeza abisinia para ser recibidos en el acorazado con honores de estado y que, debido a su repercusión en los medios, puso en ridículo a la Royal Navy.

## Génesis

### Antecedentes

El "Acorazado ideal" de Vittorio Cuniberti.

Durante la década de 1890, el desarrollo y aplicación de nuevas tecnologías al área de artillería naval generó un aumento en el rango efectivo de combate, de 2500 m a 5500 m, de los buques acorazados de la armada británica. A esta mayor distancia, debido al mayor tiempo de vuelo de los proyectiles, los artilleros debían esperar para identificar el lugar de impacto/salpicadura de sus disparos y para así poder corregir la trayectoria de la siguiente andanada. Sin embargo, la combinación de múltiples cañones de pequeño, mediano y gran calibre a bordo de los acorazados contemporáneos hacían casi imposible identificar qué impacto/salpicadura correspondía al disparo de qué cañón.
Otro problema se suscitó debido a la introducción de torpedos de mayor alcance, los cuales hacían el combate a corta distancia extremadamente peligroso para buques acorazados. Esta amenaza resultó en un cambio táctico el cual favorecía los enfrentamientos a larga distancia. Como consecuencia de esta nueva distancia de combate, los cañones de mediano y pequeño calibre resultaban inútiles.
En 1903 el arquitecto naval italiano Vittorio Cuniberti generó el primer diseño conceptual de un buque acorazado mono-calibre, es decir un buque acorazado armado sólo con cañones de gran calibre. Tras exponer sin éxito su concepto a la armada italiana, Cunibertti publicó sus ideas en un artículo en Jane's Fighting Ships. En este artículo Cunibertti abogó por un nuevo “acorazado ideal” para la armada británica. El diseño conceptual de este acorazado mono-calibre tenía un desplazamiento de 17 000 t, un blindaje de 305 mm de espesor, una velocidad máxima de 24 nudos y contaba con 12 piezas de artillería de 305 mm montadas en cuatro torretas dobles y cuatro torretas simples.
En 1905 durante la batalla de Tsushima, el enfrentamiento naval decisivo de la Guerra ruso-japonesa, los buques enfrentados abrieron fuego a distancias superiores a 13 000 m. En este rango, los cañones de mediano calibre demostraron ser inútiles. En cambio, los cañones pesados de 305 mm demostraron gran efectividad. Esta batalla demostró que las teorías de Cunibertti sobre la importancia del armamento pesado en un acorazado monocalibre eran correctas.
La invención de la turbina de vapor por Charles Algernon Parsons en 1884 trajo consigo un significativo aumento en la velocidad de los buques. Esto quedó de manifiesto durante la demostración no autorizada de la embarcación Turbinia, diseñada por Parsons, durante la revista naval de 1897 organizada en Spithead para el Jubileo de diamante de la reina Victoria. En esta demostración, la Turbinia, debido a su alta velocidad generada mediante sus turbinas de vapor, navegó entre las columnas de los grandes buques de guerra evadiendo fácilmente a los buques de vigilancia de la Royal Navy que intentaron detenerla. Esta clara demostración de velocidad y potencia puso en manifiesto la superioridad de la turbina de vapor sobre la máquina de vapor recíproca en embarcaciones militares.

### Diseño del 'Dreadnought'
Fue Lord Fisher quien impulsó el concepto del acorazado monocalibre y se le consideró tan avanzado que su nombre se convirtió en una designación genérica para un nuevo tipo de embarcación: los acorazados modernos con baterías principales de un solo calibre; o dreadnoughts. Por contrapartida, las naves que el acorazado británico dejó en la obsolescencia fueron conocidas como pre-dreadnoughts. Asimismo, la generación siguiente de estos navíos fue bautizada como super-dreadnoughts.
| Opciones de diseño, 26 de noviembre de 1905 | Opciones de diseño, 26 de noviembre de 1905 | Opciones de diseño, 26 de noviembre de 1905 | Opciones de diseño, 26 de noviembre de 1905 |
|                                             | А                                           | В                                           | С                                           |
| ------------------------------------------- | ------------------------------------------- | ------------------------------------------- | ------------------------------------------- |
| Eslora × Manga, m                           | 140,2 × 24,8                                | 130 × 25,1                                  | 125 × 25,3                                  |
| Desplazamiento en toneladas largas          |                                             |                                             |                                             |
| Con máquina de vapor reciproca              | 16 500                                      | 15 750                                      | 15 000                                      |
| Con turbinas                                | 16 000                                      | 15 350                                      | 14 700                                      |
| Velocidad, nudos                            | 21                                          | 20                                          | 19                                          |
| Armamento                                   | 4 × 2 de 305 mm                             | 4 × 2 de 305 mm                             | 4 × 2 de 305 mm                             |
| Esquemas                                    | diseño А                                    | diseño В                                    | diseño С                                    |

| Opción de diseño «H», presentada el 18 de enero de 1905 | Opción de diseño «H», presentada el 18 de enero de 1905 | Opción de diseño «H», presentada el 18 de enero de 1905 |
|                                                         | Con turbinas                                            | máquina de vapor recíproca                              |
| ------------------------------------------------------- | ------------------------------------------------------- | ------------------------------------------------------- |
| Eslora (entre perpendiculares) × manga, m               | 149,4 × 25,3                                            | 152,4 × 25,6                                            |
| Velocidad                                               | 21                                                      | 21                                                      |
| Armamento principal                                     | 10 × 305 mm                                             | 10 × 305 mm                                             |
| Armamento secundario                                    | 14 × 102 mm                                             | 14 × 102 mm                                             |
| blindaje en mm                                          |                                                         |                                                         |
| cinturón central                                        | 305                                                     | 305                                                     |
| barbetas                                                | 305                                                     | 305                                                     |
| torre de artillería vertical/superior                   | 305 / 76                                                | 305 / 76                                                |
| Puente de mando                                         | 305                                                     | 305                                                     |
| Distribución de pesos en toneladas largas               |                                                         |                                                         |
| Casco y estructura                                      | 6150                                                    | 6350                                                    |
| Armamento                                               | 3300                                                    | 3300                                                    |
| Planta motriz                                           | 1700                                                    | 2400                                                    |
| Blindaje                                                | 5000                                                    | 5200                                                    |
| Munición, equipo y provisiones                          | 600                                                     | 600                                                     |
| Carbón                                                  | 900                                                     | 900                                                     |
| Margen de tonelaje                                      | 100                                                     | 100                                                     |
| Desplazamiento de diseño                                | 17 750                                                  | 18 850                                                  |
| Arreglo general                                         |                                                         |                                                         |

## Características generales

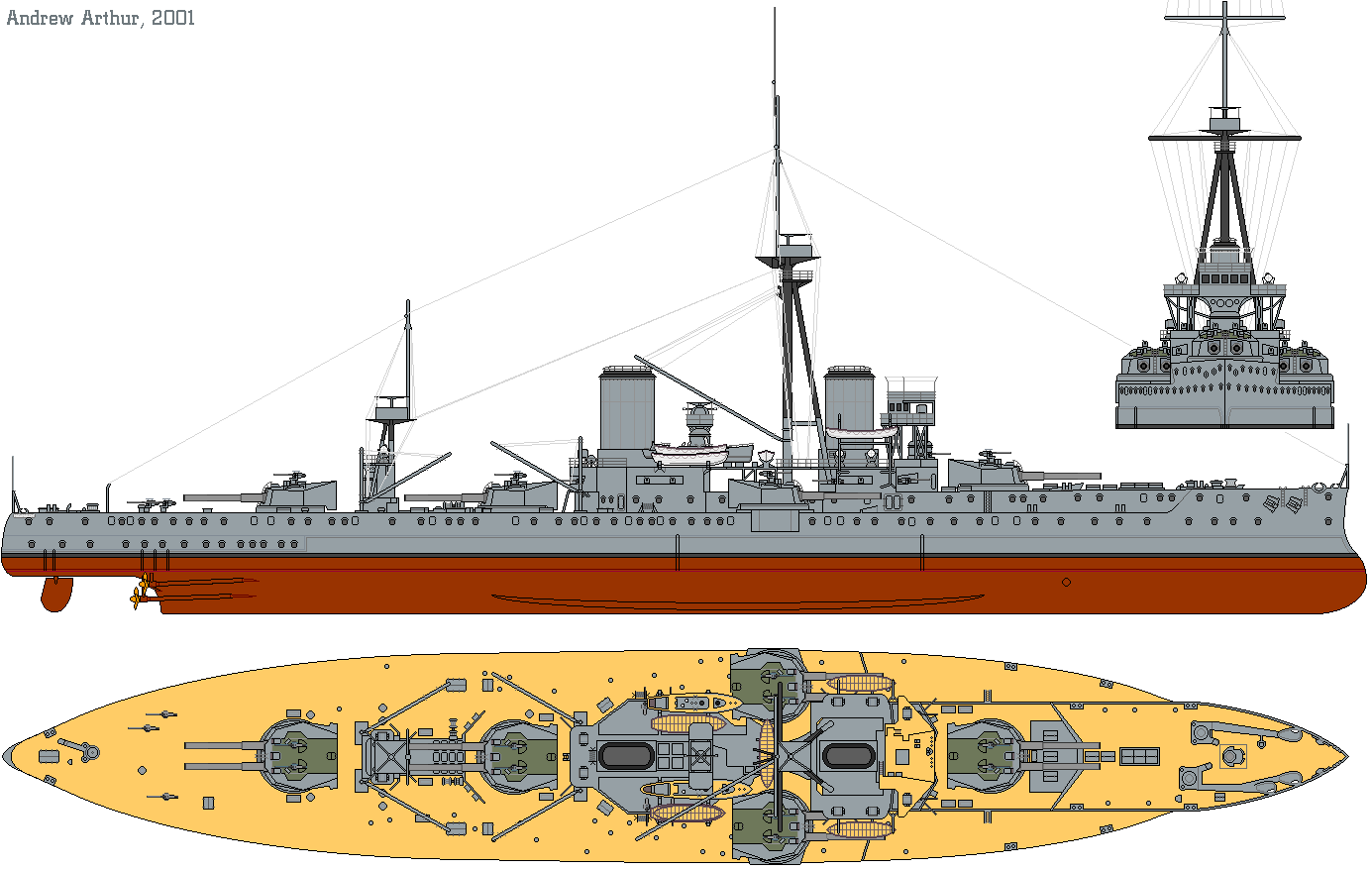
Alzado, frente y planta del HMS Dreadnought.

### Dimensiones principales
Las dimensiones seleccionas para el casco del Dreadnought fueron significativamente mayores a las de los acorazados de la clase Lord Nelson construidos en paralelo. El 'Dreadnought' tenía una eslora total (largo) de 160,6 m, una manga (ancho) de 25 m y un calado (profundidad) de 9 m en máxima carga. El buque desplazaba 18 120 t en carga normal y 20 730 t en máxima carga, lo que significó un aumento de 3000 t respecto a diseños previos. La altura metacéntrica en máxima carga era de 1,7 m.

### Arreglo general
En buques anteriores al Dreadnought, siguiendo la tradición de diseño naval británica, los camarotes de la oficialidad se ubicaban en popa y los de la tripulación en proa. En el Dreadnought la distribución de los alojamientos fue invertida para alojar a los oficiales más cerca a sus estaciones de combate. Este cambio no fue bien recibido por la oficialidad del nuevo acorazado, debido al ruido producido por la maquinaria auxiliar. La nueva distribución fue mantenida en las nuevas clases de acorazados británicos hasta la entrada en servicio de la clase Clase King George V en 1911.

Sección transversal:

### Propulsión
El Dreadnought fue el primer acorazado en reemplazar las máquinas de vapor recíprocas de triple expansión por turbinas de vapor como generador principal de fuerza motriz. El buque contaba con dos pares de turbinas de vapor Parsons de transmisión directa (sin caja reductora) ubicadas en dos salas de máquinas independientes.

### Blindaje

Esquema de blindaje del acorazado HMS "Dreadnought". Blindaje vertical ilustrado en rojo, horizontal - en azul. KC - blindaje de acero cementado Krupp, KNC - blindaje de acero no cementado Krupp, sin leyenda - acero naval. Blindaje laminado especificado en paréntesis usando el signo "+" para el espesor de la(s) capas adicionales. Todos los espesores son presentados en pulgadas.

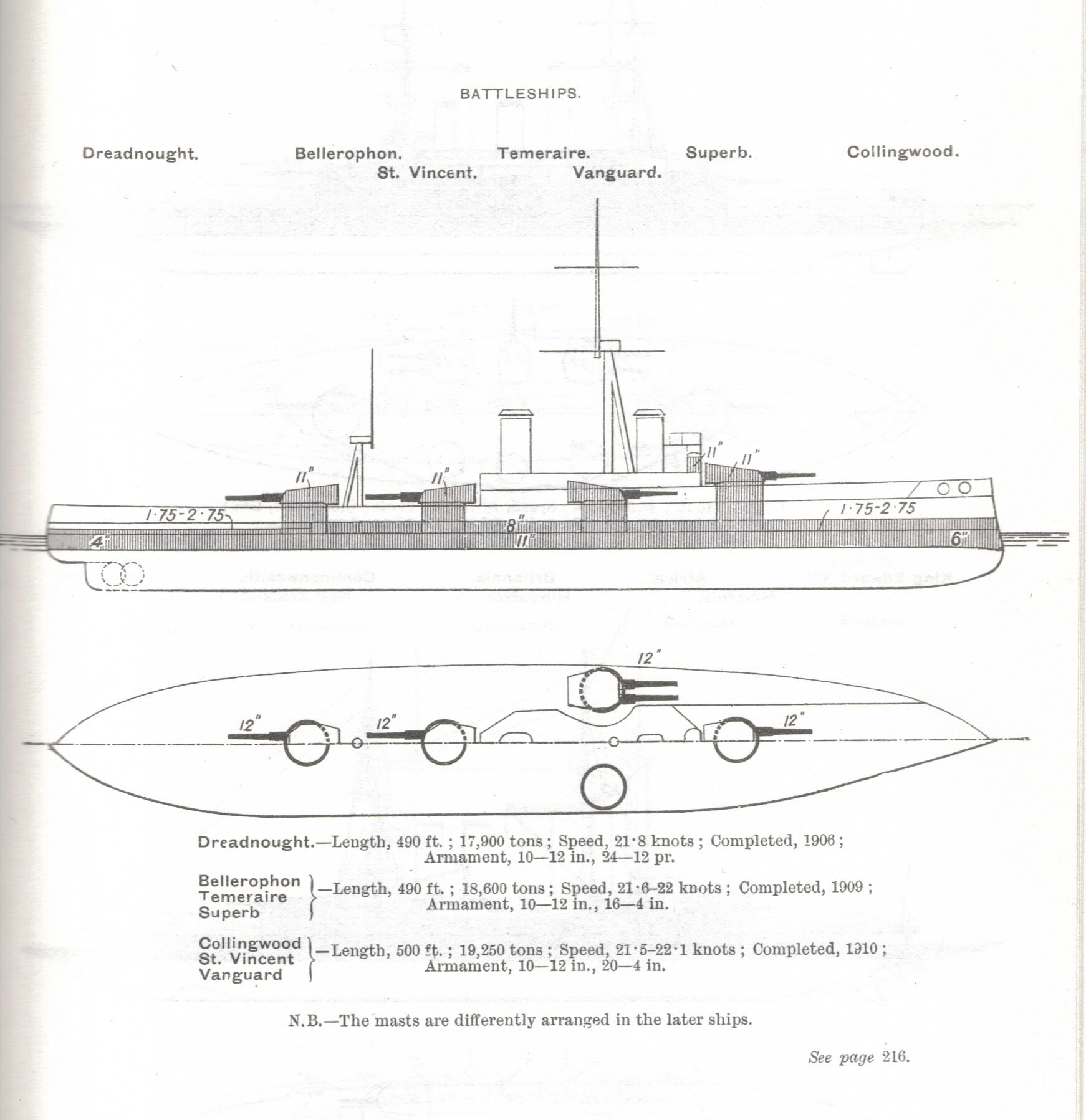
Perfiles del HMS Dreadnought, extraídos del The Naval Annual 1913.

Las zonas críticas del HMS Dreadnought estaban protegidas acero cementado Krupp. El cinturón de blindaje en la línea de flotación tenía un espesor de 279 mm, el cual se reducía a 178 mm en su borde inferior. El cinturón de blindaje se extendía desde el borde posterior de la barbeta de la torre de artillería ‘’A’’ hasta el centro de la barbeta de la torre de artillería ‘’Y’’. La secciones del casco a proa de la torre de artillería ‘’A’’ y a popa de la de la torre de artillería ‘’Y’’ estaban protegidos por un blindaje de 152 mm y 100 mm de espesor respectivamente.  Un mamparo longitudinal oblicuo de 152 mm de espesor por sobre la línea de flotación completaba el blindaje vertical del Dreadnought.

## Importancia histórica

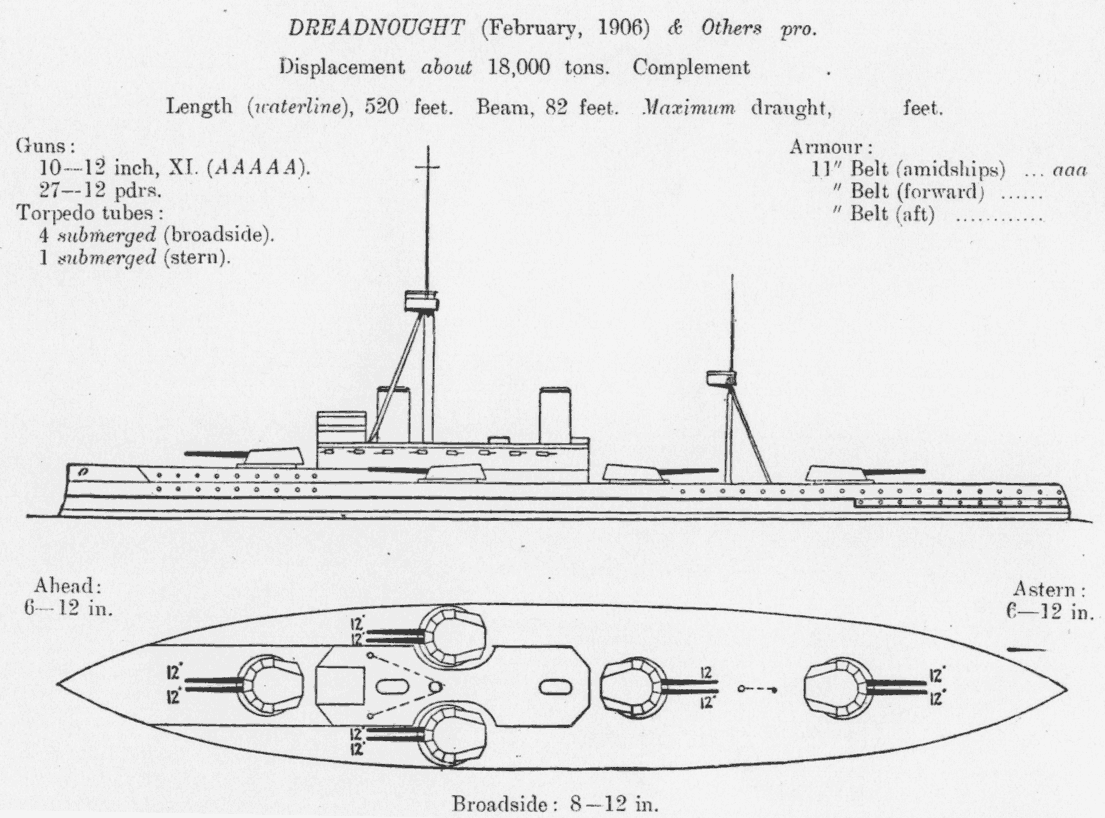
HMS Dreadnought

Su introducción inició una fuerte carrera armamentística naval entre las principales marinas de guerra del mundo, en la que compitieron blindajes cada vez más gruesos con cañones de calibre creciente. Fue también el primer buque capital en ser impulsado por medio de turbinas a vapor, lo que le permitía desarrollar 21 nudos de velocidad, convirtiéndolo en el momento de su botadura en el acorazado más rápido del mundo. Esta capacidad, por otra parte, ponía al buque al mismo nivel de los cruceros ligeros y acorazados, convirtiendo a estas naves menos artilladas en víctimas impotentes en caso de un hipotético encuentro.
Irónicamente para un buque diseñado para enfrentarse a los acorazados enemigos, su única acción significativa fue el hundimiento por abordaje del submarino alemán comandado por Otto Weddigen SM U-29, el 18 de marzo de 1915. El U-29 había emergido delante del Dreadnought tras disparar torpedos al HMS Neptune, el Dreadnought lo embistió partiéndolo en dos. En el transcurso de esta acción casi colisionó con el HMS Temeraire, que también intentaba abordar al submarino. El Dreadnought es el único acorazado, mientras fue usado este tipo de buque, que ha hundido un submarino.